# الخشنة (بني حيتم)
الخشنة هو دُوَّار يقع بجماعة مكناسة الشرقية، إقليم تازة، جهة فاس مكناس في المملكة المغربية. ينتمي الدوّار لمشيخة بني حيتم التي تضم 20 دواوير. يقدر عدد سكانه بـ 547 نسمة حسب الإحصاء الرسمي للسكان والسكنى لسنة 2004.

## روابط خارجية
- البوابة الوطنية للجماعات الترابية
- المندوبية السامية للتخطيط